# アラン・クラーク (映画監督)
アラン・クラーク（Alan Clarke, 1935年10月28日 - 1990年7月24日）は、イギリスの映画監督、テレビディレクター。息子はスポーツジャーナリストで映画『スティーヴ・マックィーン その男とル・マン』を監督したガブリエル・クラーク。